# Stichting Nederlandse dialecten
De Stichting Nederlandse dialecten is een samenwerkingsverband tussen Vlaamse en Nederlandse onderzoekers over het voorkomen van (varianten) van dialecten in het Nederlandse taalgebied.
Van Vlaamse zijde is daarin vertegenwoordigd: Instituut voor Naamkunde en Dialectologie.